# Krvavi most

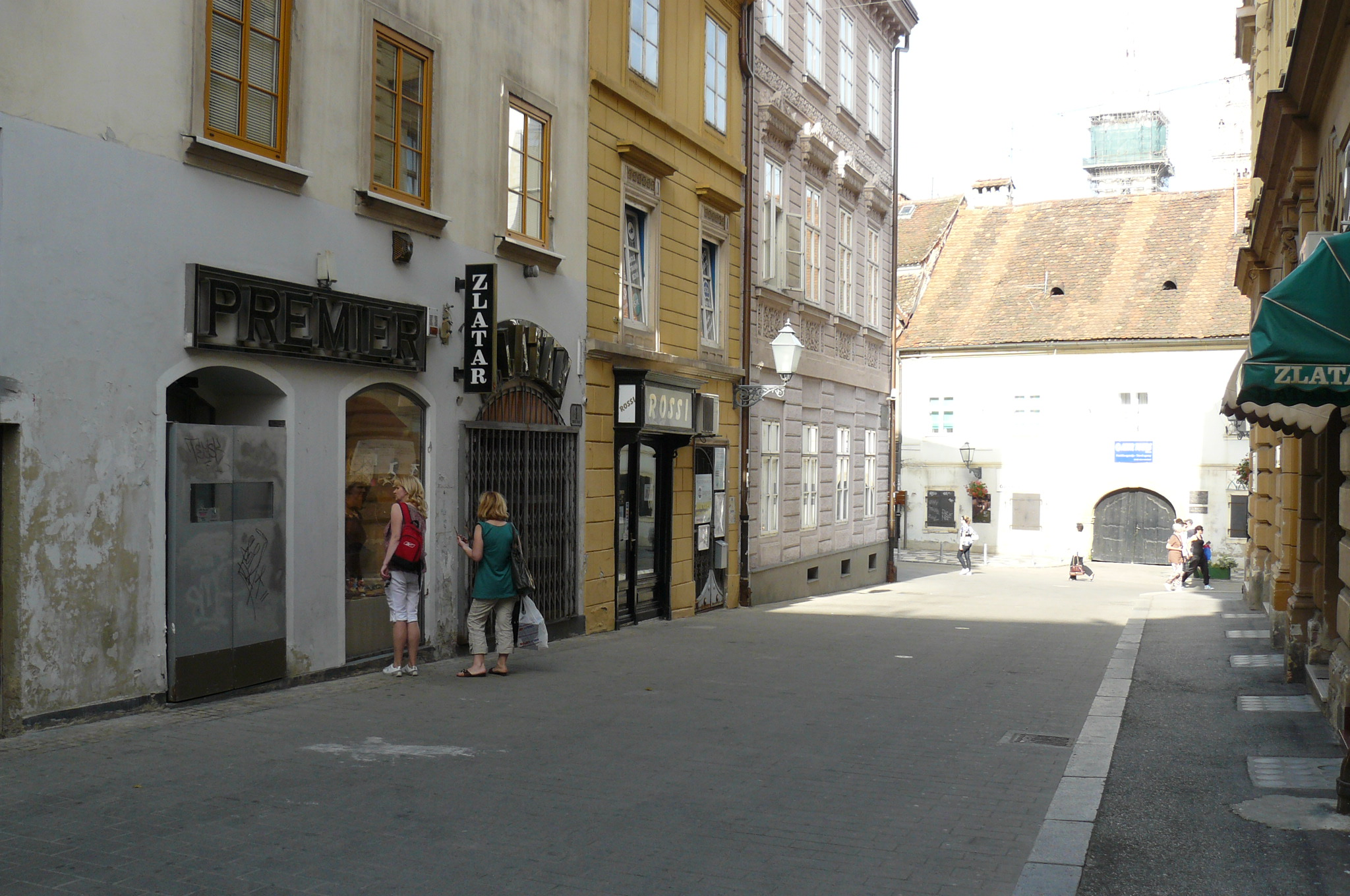
Krvavi Most

Krvavi most (pol. Krwawy most) – krótka ulica w stolicy Chorwacji – Zagrzebiu, zlokalizowana w obrębie Górnego Miasta.
Nazwa ulicy wywodzi się od dawnych, często bardzo krwawych, zatargów pomiędzy mieszkańcami dwóch osad, tworzących obecnie jądro zagrzebskiej starówki – Kaptolu i Gradca. Znajdował się tutaj ongiś most, łączący obie części, zlikwidowany w 1899. Pozostała po nim jedynie historyczna nazwa ulicy.
W budynku obecnej księgarni otwarto pierwszą chorwacką centralę telefoniczną i to już w jedenaście lat po opatentowaniu telefonu w USA przez Aleksandra Grahama Bella. Centrala ta liczyła na początku 45 abonentów.